# Myelografie

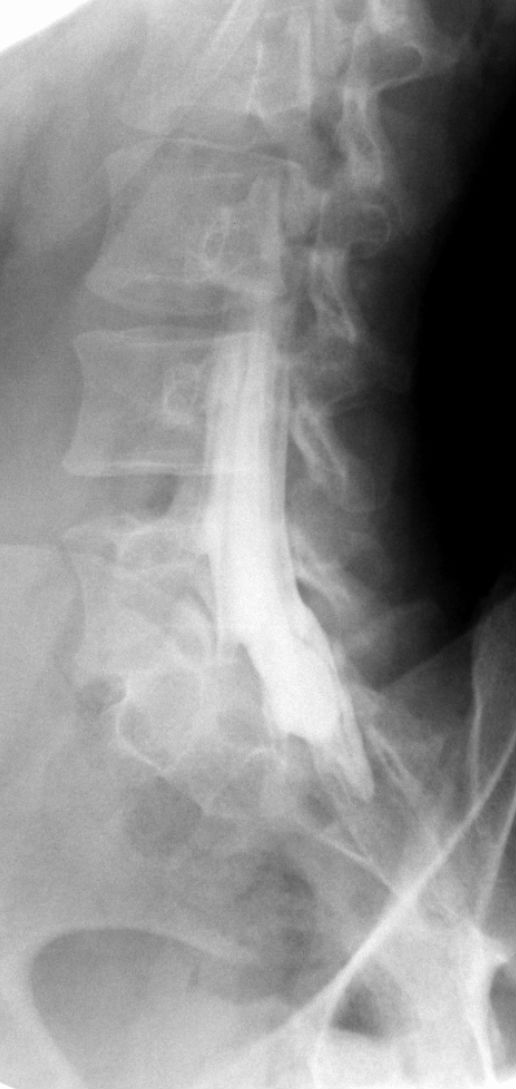
Konventionelle Myelographie in schräger Projektion.

Die Myelographie bzw. Myelografie ist ein bildgebendes Verfahren, bei dem ein Kontrastmittel in den das Rückenmark (griechisch Myelon) enthaltenden Wirbelkanal (genannt auch Rückenmarkskanal) gespritzt wird und anschließend eine Röntgenaufnahme durchgeführt wird.

## Übersicht
Vor der Entwicklung der als „Großradiologie“ bezeichneten Computertomographie (CT) und Kernspintomographie (MRT) war es schwierig, Bandscheibenvorfälle und andere Raumforderungen im Wirbelkanal zu beurteilen. Die Myelografie bietet eine Möglichkeit der weiterführenden Diagnostik. Zwischen den Wirbelbögen des dritten und vierten Lendenwirbels wird eine Spezialkanüle eingeführt (Lumbalpunktion), die bis in den Duralsack (Liquorraum) reicht. Die Lage ist dann korrekt, wenn Rückenmarksflüssigkeit aus der Kanüle tropft. Walter Dandy berichtete 1925 über erste Erfahrungen mit der Luftmyelographie. In Deutschland wurde die Myelographie insbesondere nach den umfassenden Forschungsarbeiten von Herbert Peiper eingeführt, der dieses Forschungsthema in seiner Habilitationsarbeit Die Myelographie im Dienste der Diagnostik von Erkrankungen des Rückenmarks 1926 bearbeitete.
Bei Verfügbarkeit der nichtinvasiven modernen Schnittbildverfahren MRT und CT hat die Bedeutung der Myelografie in der Humanmedizin abgenommen. Jedoch hat die Myelografie bei speziellen Fragestellungen in der Neurochirurgie und bei Nichtdurchführbarkeit von CT oder MRT immer noch ihre Indikation. Prinzipiell diente die Myelografie vor allem der Diagnostik von Raumforderungen im Spinalkanal. Bei der Auswertung ist auf Kontrastmittelabbrüche und -aussparungen zu achten. In der Tiermedizin spielt die Myelografie aufgrund der geringeren Verfügbarkeit von MRT und CT immer noch eine große Rolle.
Bei spinalen Wurzelkompressionssyndromen kann in einer Myelographie der Vorteil der dynamischen Aufnahmemöglichkeit genutzt werden, um Füllungsdefekte der sogenannten Wurzeltaschen nachzuweisen. Daher dient die Myelografie präoperativ zur Klärung offener Fragen, wenn ein MRT oder CT nicht oder nicht artefaktfrei (z. B. bei Skoliose) durchgeführt werden können.
Nach Kontrastmittelgabe und Myelografie kann auch eine CT angefertigt werden, um zusätzlich Schichtbilder unter Kontrastmittelgabe zu erhalten.

## Komplikationen
Die ersten Kontrastmittel, die für erste Myelografien um 1922 dem französischen Pathologen und Röntgenologen Jean-Athanase Sicard (1872–1929) zur Verfügung standen, hatten eine ölige Grundlage und konnten vom Körper nicht resorbiert werden. Wesentlich belastender als das Einbringen des Kontrastmittels war es, nach Ende der Untersuchung die ölige Flüssigkeit durch die noch liegende Punktionskanüle wieder zu entfernen. In vielen Fällen gelang das nicht vollständig, im untersten Bereich des Duralsackes blieben einige Tropfen liegen und führten zu Vernarbungen. Heute verwendet man jedoch resorbierbare Kontrastmittel, bei denen dieses Problem nicht mehr auftritt.
Bei allen Eingriffen, die die intakte Haut durchdringen, kann es zu einer Infektion kommen. Eitererreger im Rückenmarkskanal stellen ein sehr schwerwiegendes Problem dar, eine eitrige Hirnhautentzündung kann zum Tode führen. Diese Komplikation stellt heute jedoch eine ausgesprochene Seltenheit dar.
Recht häufig kommt es allerdings nach Punktionen des Duralsackes zum Verlust von Rückenmarksflüssigkeit. Der wie Wasser aussehende Liquor cerebrospinalis fließt durch das entstandene Loch ab, innerhalb des Schädels entsteht ein Unterdruck. Die Folge sind heftige Kopfschmerzen (postpunktioneller Kopfschmerz).